# Rania Stephan
Pour les articles homonymes, voir Stephan.
Rania Stephan (arabe : رانية اسطف) née à Beyrouth en 1960,  est une cinéaste et vidéaste libanaise.

## Biographie
Rania Stephan est née à Beyrouth. Elle parle couramment l'arabe, le français et l'anglais. Elle obtient son baccalauréat français au Collège protestant français du Liban en 1978. Elle quitte  ensuite le Liban pour échapper à la guerre civile. Elle obtient son bachelor en études cinématographiques de l'Université La Trobe à Melbourne, en Australie en 1982. Elle poursuit ses études à Paris et obtient un master en études cinématographiques de l'Université Paris VIII, en 1986. Rania Stephan retourne à Beyrouth en 2005.
Rania Stephan commence sa carrière comme caméraman, monteuse de films et ingénieure du son. Elle est la  première assistante réalisatrice de Simone Bitton et Elia Suleiman. Elle réalise ensuite ses propres  documentaires et vidéos expérimentales. Son travail est influencé par le cinéma politique français .
Lebanon/War est un documentaire sur les événements survenus pendant la guerre entre le Liban et Israël à l'été 2006 et ses conséquences. Rania Stephan descend dans la rue, rencontre les gens et enregistre leurs témoignages et leurs réflexions sur la guerre. Elle a ensuite monté les histoires dans un documentaire de 47 minutes.
Les Trois Disparitions de Soad Hosni est son premier long métrage. Soad Hosni est une star du cinéma égyptien. Le film est entièrement composé d'images VHS que Rania Stephan a montées à partir de matériaux piratés. Le titre les trois disparitions font référence à la mort de Soad Hosni. Elle a été retrouvée morte sur le trottoir devant son appartement à Londres en 2001. Sa mort a été considérée comme un suicide, malgré certaines rumeurs affirmant que Soad Hosni aurait été assassinée. Dans ce film, Rania Stephan se concentre sur la représentation des femmes, la politique sexuelle et les relations de genre.

## Distinctions
- prix de la meilleure réalisation de documentaire arabe, Festival du film de Doha Tribeca, 2011

## Filmographie
- Tribu (1993)
- Tentative de jalousie (1995)
- Baal et la mort (1997)
- train-trains (Où est la piste ?) (1999)
- Arrestation à Manara (2003)
- Kimo le taxi (2003)
- Terres désolées (2005)
- Liban/Guerre (2006)
- De la fumée sur l'eau, 7 X El Hermel (2007)
- DOMMAGES, pour Gaza « Le pays des oranges tristes » (2009)
- Les trois disparitions de Soad Hosni (2011)
- Souvenirs pour un détective privé (2015) [7]
- RIOT : 3 mouvements (2017)
- Double-Croix (2018)
- Seuil (2018) [8]
- Dans les champs de mots : conversations avec Samar Yazbek (2022)